# Sisyphus: The Myth
Sisyphus: The Myth, ou Sisyphus (hangeul : 시지프스: the myth ; RR : Sijipeuseu: the myth) est une série télévisée sud-coréenne, créée par la société de production JTBC et diffusée entre le 17 février et le 8 avril 2021 sur JTBC.

## Synopsis
La série raconte l'histoire de Han Tae-sul, un ingénieur génial qui essaie de découvrir la vérité derrière la mort de son frère ainé Han Tae-san, et de Kang Seo-hae, une guerrière d'élite qui voyage dans le temps pour l'aider,,.
Han Tae-sul, est le cofondateur de la compagnie « Quantum and Time » et un ingénieur avec les plus hautes capacités en programmation. Grâce au succès de ses innovations, c'est une entreprise de classe mondiale  connue comme étant « le miracle de l'ingénierie industrielle de Corée du Sud ». Toutefois, depuis la mort de son frère ainé il y a 10 ans , Tae-sul a montré un comportement excentrique et a provoqué des fluctuations constantes du cours des actions de sa société.
Un jour, après avoir été mis en présence de l'incroyable vérité derrière la mort de son frère, il se montre quelque peu sceptique, et pour cela décide d'entreprendre un dangereux voyage pour découvrir ce qui s'est passé en vérité,.

## Distribution
Sauf indication contraire ou complémentaire, les informations mentionnées dans cette section peuvent être confirmées par la base de données Hancinema

### Acteurs principaux
- Cho Seung-woo : Han Tae-sool
  - Jung Hyun-joon (en) : Han Tae-sool (jeune)

Un ingénieur génial, PDG et cofondateur de la compagnie Quantum and Time. Grossier et arrogant au début, il devient ensuite plus compréhensif après sa rencontre avec Seo-hae. Alors qu'il est impliqué dans une conspiration pour déclencher une guerre, il sauve l'avion dans lequel il se trouve, l'empêchant de s'écraser au sol, et voit des choses inexpliquées qui le conduisent à découvrir la véritable raison derrière la mort inexpliquée de son frère ainé.
- Park Shin-hye : Kang Seo-hae
  - Seo Yi-soo : Kang Seo-hae (jeune)

Une mystérieuse femme venant du futur qui tente de sauver de la destruction le monde ravagé par la guerre. Elle est la fille de Dong-ki. Elle a vécu pendant 8 ans dans un bunker  avant d'en sortir pour explorer la Corée déchirée par la guerre. Guerrière d'élite endurcie par les batailles, elle voyage dans le passé pour sauver  Tae-sul de la mort et l'empêcher d'inventer l'Uploader, une machine à voyager dans le temps qui peut envoyer dans le passé personnes et objets, y compris une bombe nucléaire.

### Acteurs secondaires
- Heo Joon-seok : Han Tae-san
  - Cha Sung-je : Han Tae-san (jeune)
- Chae Jong-hyeop (en) : Seon (Choi Jae-seon)

#### Quantum and Time
- Tae In-ho (en) : Eddie Kim / Kim Seung-bok
- Jung Hye-in : Kim Seo-jin / Kim Agnes
- Jeon Gook-hwan : Kim Han-yong
- Tae Won-seok : Yeo Bong-seon

#### The Control Bureau
- Choi Jung-woo (en) : Hwang Hyeon-seung
- Yang Joon-mo : Choi Yeon-sik
- Go Yoon (en) : Jeong Hyeon-gi
- Park Young-bin : Kwon Hyeok-beom
- Lim Ji-sub : Ma Yong-seok

#### Asia Mart
- Sung Dong-il (en) : President Park
- Jung Ha-joon : Eom Seon-ho
- Lee Myeong-ro : Eom Seon-jae
- Lee Si-woo (en) : Bing bing / Lee Ji-heon

#### Sigma
- Kim Byung-chul (en) : Sigma / Seo Won-ju / Seo Gil-bok[9]
- Lee Jae-won : Kim Dong-hyeon

#### Autres
- Kim Jong-tae : Kang Dong-gi
- Lee Yeon-soo : Lee Eun-hee
- Kim Hee-ryeong : la femme de Kim Han-yong
- Shin Young-jin : la mère de Choi Jae-seon
- Ha Yu-ri : Choi Go-eun[10]

### Apparitions exceptionnelles
- Kim Byung-choon : le patron du restaurant chinois
- Hwang Dong-joo : le copilote
- Seong Byeong-sook : la mère de Jeong Hyeon-gi
- Lee Jae-won : le chef du financement
- Lee Hyeon-joon : Jo Jae-woong
- Jo Suk-hyun : Ahn Jang-ri
- Hwang Man-ik : le passager grossier dans l'avion
- Lee Tae-geom : l'inspecteur

## Production

### Développement
En mai 2016, les scénaristes Lee Je-in et Jeon Chan-ho signent un contrat avec Studio S, appartenant à SBS, pour créer une série télévisée de 20 épisodes, qui n'a pas pu être diffusée sur une autre chaîne. Studio S leur offre un milieu de travail ouvert, où ils se concentrent sur Sisyphus: The Myth, mais la production est annulée finalement à la suite des difficultés rencontrées par les directeurs de casting et les acteurs.
En décembre 2018, les deux scénaristes sont chargés d'écrire les 36 épisodes inachevés de Fates & Furies, remplaçant un scénariste qui a laissé les 4 premiers épisodes. Cependant, Studio S n'a pas versé les 60 millions de wons à ces scénaristes qui devaient être payés 15 jours avant la fin de la série. Ces derniers résilient sans délai leur contrat avec Studio S, et se tournent vers la production JTBC pour diffuser Sisyphus: The Myth. Studio S dépose un procès contre eux et ont perdu en novembre 2020.

### Distribution des rôles
En fin septembre 2019, JTBC confirme que les acteurs Cho Seung-woo et Park Shin-hye sont engagés pour la série Sisyphus: The Myth, avec Jin Hyeok en tant que réalisateur.

### Tournage
Le tournage a lieu en mai 2020, avec Cho Seung-woo qui rejoint l'équipe après avoir fini avec la seconde saison de Stranger, et se termine au début de décembre. Entre-temps, il était suspendu en fin novembre 2020 en raison de la pandémie de Covid-19.

### Fiche technique
- Titre original : 시지프스: the myth
- Titre international : Sisyphus: The Myth
- Réalisation : Jin Hyeok (en)
- Scénario : Lee Je-in et Jeon Chan-ho
- Musique : Cheong Ye-kyeong et Oh Joon-sung
- Production : Park Joon-seo et Park Sang-eok

Production déléguée : Jung Seung-son
- Sociétés de production : Drama House et JTBC Studios
- Sociétés de distribution : JTBC (Corée du Sud) ; Netflix (monde)
- Budget : 20-25 milliards de wons[16],[17]
- Pays d'origine :  Corée du Sud
- Langue originale : coréen
- Format : couleur - HD 1080i - Dolby Digital
- Genres : science-fiction ; action, drame
- Durée : 60 minutes
- Dates de diffusion :
  - Corée du Sud : 17 février 2021 sur JTBC
  - États-Unis, Canada : 17 février 2021 sur Netflix
  - France : 15 avril 2021 sur Netflix

## Accueil

### Audiences
- À ce tableau, les nombres en bleu représentent des audiences les plus faibles et les nombres en rouge, les plus fortes.
- NC indique que la note n'est pas connue.

| Épisodes | Dates de diffusion originale | Audience    | Audience    |
| Épisodes | Dates de diffusion originale | AGB Nielsen | AGB Nielsen |
| Épisodes | Dates de diffusion originale | National    | Séoul       |
| -------- | ---------------------------- | ----------- | ----------- |
| 1        | 17 février 2021              | 5,608%      | 6,766%      |
| 2        | 18 février 2021              | 6,677%      | 8,063%      |
| 3        | 24 février 2021              | 6,167%      | 6,200%      |
| 4        | 25 février 2021              | 6,178%      | 6,771%      |
| 5        | 3 mars 2021                  | 5,240%      | 6,036%      |
| 6        | 4 mars 2021                  | 4,972%      | 5,620%      |
| 7        | 10 mars 2021                 | 4,633%      | 5,040%      |
| 8        | 11 mars 2021                 | 4,848%      | 5,574%      |
| 9        | 17 mars 2021                 | 4,905%      | 5,372%      |
| 10       | 18 mars 2021                 | 4,804%      | 5,038%      |
| 11       | 24 mars 2021                 | 4,435%      | 4,834%      |
| 12       | 25 mars 2021                 | 4,637%      | 5,160%      |
| 13       | 31 mars 2021                 | 4,302%      | 5,106%      |
| 14       | 1 avril 2021                 | 4,246%      | 4,971%      |
| 15       | 7 avril 2021                 | 3,394%      | 3,925%      |
| 16       | 8 avril 2021                 | 4,363%      | 4,878%      |
| Moyenne  | Moyenne                      | 4,963%      | 5,585%      |